# Al Raschid

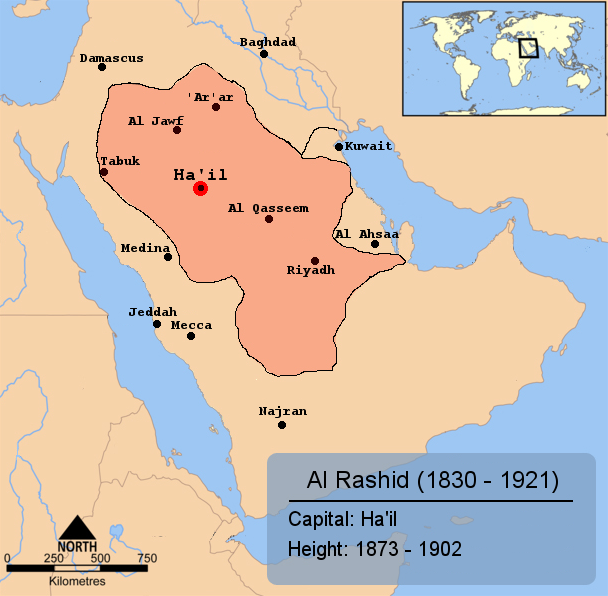
Al Raschids rike när det var som störst.

Al Raschid, huset Raschid, var en wahhabitisk dynasti i Djabal Schammar i Najd, härstammande från Abdullah ibn Ali al-Rashid, som 1835 bemäktigade sig Najd av wahhabiternas överhuvud emir Faisal i Riyadh, och som erkändes som emir över Djabal Schammar med huvudstaden Ha'il. Raschiderna styrde riket fram till 1921.
Efter att ha fördrivits av egypterna 1838 återvände Addallah ibn Ali al-Raschid vid deras avtåg 1841 och regerade fram till sin död 1847. Hans son Talal regerade 1847–1867 över ett betydligt utvidgat område, i allt mindre beroende av huset Saud i Riyadh. Dennes broder Muhammed gjorde sig med osmanernas hjälp 1872–1897 fullständigt oberoende av emiren i Riyadh och erövrade 1891 detta rike. Brorsonen Abd al-Aziz ibn Raschid, som regerade 1897–1906, råkade i strid med Mubarak av Kuwait, som understödde Ibn Saud av huset Saud. Ibn Saud bemäktigade sig Riyadh 1902 och minskade sedan mer och mer raschidernas makt, till dess att han 1921 intog Ha'il och förde de överlevande av släkten Raschid i fångenskap till Riyadh.
Under första världskriget stod emir Saud, en son till Abd al-Aziz ibn Raschid, regent 1908–1920, på osmanernas sida.